# Шевченко (Адигея)
Шевченко (рос. Шевченко; адиг. Шевченко) — хутір Теучезького району Адигеї Росії. Входить до складу Габукайського сільського поселення.
Населення — 671 особа (2015 рік).